# Thomas Häßler
Thomas Jürgen Häßler (Berlino Ovest, 30 maggio 1966) è un allenatore di calcio, dirigente sportivo ed ex calciatore tedesco, di ruolo centrocampista. Campione del Mondo nel 1990 e campione europeo nel 1996 con la Nazionale tedesca.

## Caratteristiche tecniche
Era un centrocampista che si accentrava per poi scegliere tra l'assist e il dribbling verso la porta. Ambidestro, era rapido nel pensiero e disponeva di buon dribbling e controllo palla. Al contempo era un abile tiratore di calci piazzati.

## Carriera

### Giocatore

#### Club
Iniziò la sua carriera professionistica nel 1984 nel Colonia contribuendo al secondo posto del club in Bundesliga nel 1989 e nel 1990.
Dopo aver vinto la Coppa del Mondo 1990 con la nazionale tedesca, Häßler si trasferì alla Juventus per la somma di 11 miliardi di lire. L'impatto con la Serie A non fu facile: i bianconeri di Maifredi vissero una stagione molto complicata, non qualificandosi per le coppe europee. Il rendimento del tedesco, schierato sulla fascia destra, non fu all'altezza delle aspettative. Oltre a questo influirono anche i suoi problemi con la lingua.
L’anno sotto la Mole, dopo 32 presenze e una rete, si concluse con un addio senza troppi rimpianti. Venne ingaggiato dalla Roma per 12 miliardi, diventando l’uomo cardine della mediana giallorossa. In poco tempo ottenne fiducia e consensi da parte del pubblico romanista, anche grazie al gol del pareggio nel derby del marzo ’92. Nelle tre stagioni nella Roma totalizzò 88 presenze e 11 reti.
Nel 1994 tornò in Germania al Karlsruhe, con cui vinse la Coppa UEFA Intertoto nel 1996 e si qualificò per la Coppa UEFA nel 1996-97 e nel 1997-98. Nell'andata del terzo turno, Häßler realizzò una doppietta nella vittoria 3-1 della sua squadra su Brøndby IF a Copenaghen. Alla fine della stagione 1997-98, nonostante le buone prestazioni di Häßler, il Karlsruhe retrocedette nella 2. Bundesliga.
Nella stagione seguente si trasferì al Borussia Dortmund, club che aveva vinto la UEFA Champions League nel 1997. Alla fine del campionato, dopo aver collezionato solo 18 presenze, si trasferì in Baviera al 1860 München.
Nei quattro anni a Monaco divenne un pilastro della squadra. Nella prima stagione il club raggiunse un sensazionale quarto posto in Bundesliga. La squadra fu sconfitta dal Leeds United nei preliminari della UEFA Champions League e prese parte alla Coppa UEFA uscendo al terzo turno contro il Parma. Nei due anni successivi, il club partecipò alla Coppa UEFA Intertoto senza riuscire a qualificarsi per la Coppa Uefa.
Alla fine della stagione 2002-03, Häßler lasciò Monaco per trasferirsi all'Austria Salisburgo, dove chiuderà la carriera nel 2004.

#### Nazionale
Con la Germania ha giocato 101 partite segnando 11 gol, prendendo parte ai Mondiali del 1990, 1994 e 1998 e agli Europei 1992, 1996 e 2000.
Ha vinto anche la medaglia di bronzo ai Giochi olimpici di Seul 1988.

### Allenatore
Dal 1º ottobre 2006 entra nello staff tecnico del Colonia come tecnico delle giovanili, rimanendovi fino al 30 giugno 2007 quando accetta la proposta di diventare allenatore in seconda della prima squadra, con decorrenza dal successivo 1º luglio. Dal 20 febbraio 2007 al 20 febbraio 2008 è stato il vice di Berti Vogts, commissario tecnico della Nigeria. Dal 1º luglio 2009 diventa vice della formazione Under-17 del Colonia, sotto la guida di Dirk Lottner, di quella Under-19 sotto la guida di Mandref Schadt, e del Colonia II sotto la guida di Frank Schaefer.
Nel febbraio 2010 ritorna alla prima squadra del Colonia, dve rimane fino al 30 giugno 2011. Dal 5 giugno 2014 diventa vice allenatore del Padideh Shandiz.
Dal 2019 al 2022 ha allenato il Bfc Preussen.

### Dopo il ritiro
Assieme a Mario Lehmann e a Magnus Söderqvist, nel marzo 1996 fondò a Monaco l'etichetta discografica MTM Music, specializzata in rock melodico. L'etichetta rimase attiva fino al 2007.

## Statistiche

### Presenze e reti nei club
| Stagione    | Squadra     | Campionato  | Campionato | Campionato | Coppe nazionali | Coppe nazionali | Coppe nazionali | Coppe continentali | Coppe continentali | Coppe continentali | Altre coppe | Altre coppe | Altre coppe | Totale | Totale |
| Stagione    | Squadra     | Comp        | Pres       | Reti       | Comp            | Pres            | Reti            | Comp               | Pres               | Reti               | Comp        | Pres        | Reti        | Pres   | Reti   |
| ----------- | ----------- | ----------- | ---------- | ---------- | --------------- | --------------- | --------------- | ------------------ | ------------------ | ------------------ | ----------- | ----------- | ----------- | ------ | ------ |
| 1990-1991   | Juventus    | A           | 32         | 1          | CI              | 4               | 1               | CdC                | 8                  | 1                  | SI          | 1           | 0           | 45     | 3      |
| 1991-1992   | Roma        | A           | 32         | 3          | CI              | 5               | 0               | CdC                | 6                  | 0                  | SI          | 1           | 0           | 44     | 3      |
| 1992-1993   | Roma        | A           | 26         | 6          | CI              | 9               | 1               | CU                 | 7                  | 2                  | -           | -           | -           | 42     | 9      |
| 1993-1994   | Roma        | A           | 30         | 2          | CI              | 2               | 0               | -                  | -                  | -                  | -           | -           | -           | 32     | 2      |
| Totale Roma | Totale Roma | Totale Roma | 88         | 11         |                 | 16              | 1               |                    | 13                 | 2                  |             | 1           | 0           | 118    | 14     |

### Cronologia presenze e reti in nazionale

#### Germania Ovest
| Cronologia completa delle presenze e delle reti in nazionale ― Germania Ovest | Cronologia completa delle presenze e delle reti in nazionale ― Germania Ovest | Cronologia completa delle presenze e delle reti in nazionale ― Germania Ovest | Cronologia completa delle presenze e delle reti in nazionale ― Germania Ovest | Cronologia completa delle presenze e delle reti in nazionale ― Germania Ovest | Cronologia completa delle presenze e delle reti in nazionale ― Germania Ovest | Cronologia completa delle presenze e delle reti in nazionale ― Germania Ovest | Cronologia completa delle presenze e delle reti in nazionale ― Germania Ovest |
| Data                                                                          | Città                                                                         | In casa                                                                       | Risultato                                                                     | Ospiti                                                                        | Competizione                                                                  | Reti                                                                          | Note                                                                          |
| ----------------------------------------------------------------------------- | ----------------------------------------------------------------------------- | ----------------------------------------------------------------------------- | ----------------------------------------------------------------------------- | ----------------------------------------------------------------------------- | ----------------------------------------------------------------------------- | ----------------------------------------------------------------------------- | ----------------------------------------------------------------------------- |
| 31-8-1988                                                                     | Helsinki                                                                      | Finlandia                                                                     | 0 – 4                                                                         | Germania Ovest                                                                | Qual. Mondiali 1990                                                           | -                                                                             |                                                                               |
| 19-10-1988                                                                    | Monaco di Baviera                                                             | Germania Ovest                                                                | 0 – 0                                                                         | Paesi Bassi                                                                   | Qual. Mondiali 1990                                                           | -                                                                             |                                                                               |
| 22-3-1989                                                                     | Sofia                                                                         | Bulgaria                                                                      | 1 – 2                                                                         | Germania Ovest                                                                | Amichevole                                                                    | -                                                                             |                                                                               |
| 26-4-1989                                                                     | Rotterdam                                                                     | Paesi Bassi                                                                   | 1 – 1                                                                         | Germania Ovest                                                                | Qual. Mondiali 1990                                                           | -                                                                             |                                                                               |
| 31-5-1989                                                                     | Cardiff                                                                       | Galles                                                                        | 0 – 0                                                                         | Germania Ovest                                                                | Qual. Mondiali 1990                                                           | -                                                                             |                                                                               |
| 6-9-1989                                                                      | Dublino                                                                       | Irlanda                                                                       | 1 – 1                                                                         | Germania Ovest                                                                | Amichevole                                                                    | -                                                                             |                                                                               |
| 4-10-1989                                                                     | Dortmund                                                                      | Germania Ovest                                                                | 6 – 1                                                                         | Finlandia                                                                     | Qual. Mondiali 1990                                                           | -                                                                             | 46’                                                                           |
| 15-11-1989                                                                    | Colonia                                                                       | Germania Ovest                                                                | 2 – 1                                                                         | Galles                                                                        | Qual. Mondiali 1990                                                           | 1                                                                             |                                                                               |
| 28-2-1990                                                                     | Montpellier                                                                   | Francia                                                                       | 2 – 1                                                                         | Germania Ovest                                                                | Amichevole                                                                    | -                                                                             |                                                                               |
| 25-4-1990                                                                     | Stoccarda                                                                     | Germania Ovest                                                                | 3 – 3                                                                         | Uruguay                                                                       | Amichevole                                                                    | -                                                                             |                                                                               |
| 26-5-1990                                                                     | Düsseldorf                                                                    | Germania Ovest                                                                | 1 – 0                                                                         | Cecoslovacchia                                                                | Amichevole                                                                    | -                                                                             | 76’                                                                           |
| 30-5-1990                                                                     | Gelsenkirchen                                                                 | Germania Ovest                                                                | 1 – 0                                                                         | Danimarca                                                                     | Amichevole                                                                    | -                                                                             | 81’                                                                           |
| 10-6-1990                                                                     | Milano                                                                        | Germania Ovest                                                                | 4 – 1                                                                         | Jugoslavia                                                                    | Mondiali 1990 - 1º turno                                                      | -                                                                             | 74’                                                                           |
| 15-6-1990                                                                     | Milano                                                                        | Germania Ovest                                                                | 5 – 1                                                                         | Emirati Arabi Uniti                                                           | Mondiali 1990 - 1º turno                                                      | -                                                                             |                                                                               |
| 19-6-1990                                                                     | Milano                                                                        | Colombia                                                                      | 1 – 1                                                                         | Germania Ovest                                                                | Mondiali 1990 - 1º turno                                                      | -                                                                             | 88’                                                                           |
| 4-7-1990                                                                      | Torino                                                                        | Germania Ovest                                                                | 1 – 1 dts (4 – 3 dtr)                                                         | Inghilterra                                                                   | Mondiali 1990 - Semifinale                                                    | -                                                                             | 67’                                                                           |
| 8-7-1990                                                                      | Roma                                                                          | Germania Ovest                                                                | 1 – 0                                                                         | Argentina                                                                     | Mondiali 1990 - Finale                                                        | -                                                                             |                                                                               |
| Totale                                                                        |                                                                               | Presenze                                                                      | 17                                                                            |                                                                               | Reti                                                                          | 1                                                                             |                                                                               |

#### Germania
| Cronologia completa delle presenze e delle reti in nazionale ― Germania | Cronologia completa delle presenze e delle reti in nazionale ― Germania | Cronologia completa delle presenze e delle reti in nazionale ― Germania | Cronologia completa delle presenze e delle reti in nazionale ― Germania | Cronologia completa delle presenze e delle reti in nazionale ― Germania | Cronologia completa delle presenze e delle reti in nazionale ― Germania | Cronologia completa delle presenze e delle reti in nazionale ― Germania | Cronologia completa delle presenze e delle reti in nazionale ― Germania |
| Data                                                                    | Città                                                                   | In casa                                                                 | Risultato                                                               | Ospiti                                                                  | Competizione                                                            | Reti                                                                    | Note                                                                    |
| ----------------------------------------------------------------------- | ----------------------------------------------------------------------- | ----------------------------------------------------------------------- | ----------------------------------------------------------------------- | ----------------------------------------------------------------------- | ----------------------------------------------------------------------- | ----------------------------------------------------------------------- | ----------------------------------------------------------------------- |
| 10-10-1990                                                              | Solna                                                                   | Svezia                                                                  | 1 – 3                                                                   | Germania                                                                | Amichevole                                                              | -                                                                       |                                                                         |
| 31-10-1990                                                              | Lussemburgo                                                             | Lussemburgo                                                             | 2 – 3                                                                   | Germania                                                                | Qual. Euro 1992                                                         | -                                                                       |                                                                         |
| 19-12-1990                                                              | Stoccarda                                                               | Germania                                                                | 4 – 0                                                                   | Svizzera                                                                | Amichevole                                                              | -                                                                       |                                                                         |
| 27-3-1991                                                               | Francoforte sul Meno                                                    | Germania                                                                | 2 – 1                                                                   | Unione Sovietica                                                        | Amichevole                                                              | -                                                                       | 58’                                                                     |
| 1-5-1991                                                                | Hannover                                                                | Germania                                                                | 1 – 0                                                                   | Belgio                                                                  | Qual. Euro 1992                                                         | -                                                                       |                                                                         |
| 11-9-1991                                                               | Londra                                                                  | Inghilterra                                                             | 0 – 1                                                                   | Germania                                                                | Amichevole                                                              | -                                                                       |                                                                         |
| 16-10-1991                                                              | Norimberga                                                              | Germania                                                                | 4 – 1                                                                   | Galles                                                                  | Qual. Euro 1992                                                         | -                                                                       | 65’                                                                     |
| 18-12-1991                                                              | Leverkusen                                                              | Germania                                                                | 4 – 0                                                                   | Lussemburgo                                                             | Qual. Euro 1992                                                         | 1                                                                       | 46’                                                                     |
| 25-3-1992                                                               | Torino                                                                  | Italia                                                                  | 1 – 0                                                                   | Germania                                                                | Amichevole                                                              | -                                                                       |                                                                         |
| 22-4-1992                                                               | Praga                                                                   | Cecoslovacchia                                                          | 1 – 1                                                                   | Germania                                                                | Amichevole                                                              | 1                                                                       | 81’                                                                     |
| 30-5-1992                                                               | Gelsenkirchen                                                           | Germania                                                                | 1 – 0                                                                   | Turchia                                                                 | Amichevole                                                              | -                                                                       |                                                                         |
| 2-6-1992                                                                | Brema                                                                   | Germania                                                                | 1 – 1                                                                   | Irlanda del Nord                                                        | Amichevole                                                              | -                                                                       | 46’                                                                     |
| 12-6-1992                                                               | Norrköping                                                              | Germania                                                                | 1 – 1                                                                   | Comunità degli Stati Indipendenti                                       | Euro 1992 - 1º turno                                                    | 1                                                                       |                                                                         |
| 15-6-1992                                                               | Norrköping                                                              | Scozia                                                                  | 0 – 2                                                                   | Germania                                                                | Euro 1992 - 1º turno                                                    | -                                                                       | 87’                                                                     |
| 18-6-1992                                                               | Göteborg                                                                | Paesi Bassi                                                             | 3 – 1                                                                   | Germania                                                                | Euro 1992 - 1º turno                                                    | -                                                                       |                                                                         |
| 21-6-1992                                                               | Solna                                                                   | Svezia                                                                  | 2 – 3                                                                   | Germania                                                                | Euro 1992 - Semifinale                                                  | 1                                                                       |                                                                         |
| 26-6-1992                                                               | Göteborg                                                                | Germania                                                                | 0 – 2                                                                   | Danimarca                                                               | Euro 1992 - Finale                                                      | -                                                                       | 39’                                                                     |
| 14-10-1992                                                              | Dresda                                                                  | Germania                                                                | 1 – 1                                                                   | Messico                                                                 | Amichevole                                                              | -                                                                       |                                                                         |
| 18-11-1992                                                              | Norimberga                                                              | Germania                                                                | 0 – 0                                                                   | Austria                                                                 | Amichevole                                                              | -                                                                       |                                                                         |
| 16-12-1992                                                              | Porto Alegre                                                            | Brasile                                                                 | 3 – 1                                                                   | Germania                                                                | Amichevole                                                              | -                                                                       | 80’                                                                     |
| 20-12-1992                                                              | Montevideo                                                              | Uruguay                                                                 | 1 – 4                                                                   | Germania                                                                | Amichevole                                                              | 1                                                                       | 84’                                                                     |
| 24-3-1993                                                               | Glasgow                                                                 | Scozia                                                                  | 0 – 1                                                                   | Germania                                                                | Amichevole                                                              | -                                                                       |                                                                         |
| 14-4-1993                                                               | Bochum                                                                  | Germania                                                                | 6 – 1                                                                   | Ghana                                                                   | Amichevole                                                              | -                                                                       | 84’                                                                     |
| 13-10-1993                                                              | Karlsruhe                                                               | Germania                                                                | 5 – 0                                                                   | Uruguay                                                                 | Amichevole                                                              | -                                                                       |                                                                         |
| 17-11-1993                                                              | Colonia                                                                 | Germania                                                                | 2 – 1                                                                   | Brasile                                                                 | Amichevole                                                              | -                                                                       |                                                                         |
| 15-12-1993                                                              | Miami                                                                   | Argentina                                                               | 2 – 1                                                                   | Germania                                                                | Amichevole                                                              | -                                                                       |                                                                         |
| 18-12-1993                                                              | San Francisco                                                           | Stati Uniti                                                             | 0 – 3                                                                   | Germania                                                                | Amichevole                                                              | -                                                                       | 75’                                                                     |
| 22-12-1993                                                              | Città del Messico                                                       | Messico                                                                 | 0 – 0                                                                   | Germania                                                                | Amichevole                                                              | -                                                                       | 54’                                                                     |
| 23-3-1994                                                               | Norimberga                                                              | Germania                                                                | 2 – 1                                                                   | Italia                                                                  | Amichevole                                                              | -                                                                       | 78’                                                                     |
| 27-4-1994                                                               | Abu Dhabi                                                               | Emirati Arabi Uniti                                                     | 0 – 2                                                                   | Germania                                                                | Amichevole                                                              | -                                                                       | 59’                                                                     |
| 29-5-1994                                                               | Hannover                                                                | Germania                                                                | 0 – 2                                                                   | Irlanda                                                                 | Amichevole                                                              | -                                                                       | 46’                                                                     |
| 2-6-1994                                                                | Vienna                                                                  | Austria                                                                 | 1 – 5                                                                   | Germania                                                                | Amichevole                                                              | -                                                                       |                                                                         |
| 8-6-1994                                                                | Toronto                                                                 | Canada                                                                  | 0 – 2                                                                   | Germania                                                                | Amichevole                                                              | -                                                                       | 66’                                                                     |
| 17-6-1994                                                               | Chicago                                                                 | Bolivia                                                                 | 0 – 1                                                                   | Germania                                                                | Mondiali 1994 - 1º turno                                                | -                                                                       | 83’                                                                     |
| 21-6-1994                                                               | Chicago                                                                 | Germania                                                                | 1 – 1                                                                   | Spagna                                                                  | Mondiali 1994 - 1º turno                                                | -                                                                       |                                                                         |
| 27-6-1994                                                               | Dallas                                                                  | Germania                                                                | 3 – 2                                                                   | Corea del Sud                                                           | Mondiali 1994 - 1º turno                                                | -                                                                       |                                                                         |
| 2-7-1994                                                                | Chicago                                                                 | Germania                                                                | 3 – 2                                                                   | Belgio                                                                  | Mondiali 1994 - Ottavi di finale                                        | -                                                                       |                                                                         |
| 10-7-1994                                                               | New York                                                                | Bulgaria                                                                | 2 – 1                                                                   | Germania                                                                | Mondiali 1994 - Quarti di finale                                        | -                                                                       | 49’ 83’                                                                 |
| 7-9-1994                                                                | Mosca                                                                   | Russia                                                                  | 0 – 1                                                                   | Germania                                                                | Amichevole                                                              | -                                                                       |                                                                         |
| 12-10-1994                                                              | Budapest                                                                | Ungheria                                                                | 0 – 0                                                                   | Germania                                                                | Amichevole                                                              | -                                                                       |                                                                         |
| 14-12-1994                                                              | Chișinău                                                                | Moldavia                                                                | 0 – 3                                                                   | Germania                                                                | Qual. Euro 1996                                                         | -                                                                       |                                                                         |
| 18-12-1994                                                              | Kaiserslautern                                                          | Germania                                                                | 2 – 1                                                                   | Albania                                                                 | Qual. Euro 1996                                                         | -                                                                       | 78’                                                                     |
| 22-2-1995                                                               | Jerez de la Frontera                                                    | Spagna                                                                  | 0 – 0                                                                   | Germania                                                                | Amichevole                                                              | -                                                                       |                                                                         |
| 26-4-1995                                                               | Düsseldorf                                                              | Germania                                                                | 1 – 1                                                                   | Galles                                                                  | Qual. Euro 1996                                                         | -                                                                       |                                                                         |
| 7-6-1995                                                                | Sofia                                                                   | Bulgaria                                                                | 3 – 2                                                                   | Germania                                                                | Qual. Euro 1996                                                         | -                                                                       |                                                                         |
| 21-6-1995                                                               | Zurigo                                                                  | Italia                                                                  | 0 – 2                                                                   | Germania                                                                | Torneo del Centenario della Federazione Svizzera                        | -                                                                       | cap.                                                                    |
| 23-6-1995                                                               | Berna                                                                   | Svizzera                                                                | 1 – 2                                                                   | Germania                                                                | Torneo del Centenario della Federazione Svizzera                        | 1                                                                       | cap.                                                                    |
| 6-9-1995                                                                | Norimberga                                                              | Germania                                                                | 4 – 1                                                                   | Georgia                                                                 | Qual. Euro 1996                                                         | -                                                                       |                                                                         |
| 8-10-1995                                                               | Leverkusen                                                              | Germania                                                                | 6 – 1                                                                   | Moldavia                                                                | Qual. Euro 1996                                                         | -                                                                       |                                                                         |
| 11-10-1995                                                              | Cardiff                                                                 | Galles                                                                  | 1 – 2                                                                   | Germania                                                                | Qual. Euro 1996                                                         | -                                                                       |                                                                         |
| 15-11-1995                                                              | Berlino                                                                 | Germania                                                                | 3 – 1                                                                   | Bulgaria                                                                | Qual. Euro 1996                                                         | 1                                                                       | 87’                                                                     |
| 15-12-1995                                                              | Johannesburg                                                            | Sudafrica                                                               | 0 – 0                                                                   | Germania                                                                | Amichevole                                                              | -                                                                       |                                                                         |
| 21-2-1996                                                               | Porto                                                                   | Portogallo                                                              | 1 – 2                                                                   | Germania                                                                | Amichevole                                                              | -                                                                       | 69’                                                                     |
| 27-3-1996                                                               | Monaco di Baviera                                                       | Germania                                                                | 2 – 0                                                                   | Danimarca                                                               | Amichevole                                                              | -                                                                       |                                                                         |
| 24-4-1996                                                               | Rotterdam                                                               | Paesi Bassi                                                             | 0 – 1                                                                   | Germania                                                                | Amichevole                                                              | -                                                                       | 90’                                                                     |
| 1-6-1996                                                                | Stoccarda                                                               | Germania                                                                | 0 – 1                                                                   | Francia                                                                 | Amichevole                                                              | -                                                                       | 46’                                                                     |
| 4-6-1996                                                                | Mannheim                                                                | Germania                                                                | 9 – 1                                                                   | Liechtenstein                                                           | Amichevole                                                              | -                                                                       | 46’                                                                     |
| 9-6-1996                                                                | Manchester                                                              | Germania                                                                | 2 – 0                                                                   | Rep. Ceca                                                               | Euro 1996 - 1º turno                                                    | -                                                                       | 85’                                                                     |
| 16-6-1996                                                               | Manchester                                                              | Germania                                                                | 3 – 0                                                                   | Russia                                                                  | Euro 1996 - 1º turno                                                    | -                                                                       | 67’                                                                     |
| 19-6-1996                                                               | Manchester                                                              | Italia                                                                  | 0 – 0                                                                   | Germania                                                                | Euro 1996 - 1º turno                                                    | -                                                                       |                                                                         |
| 23-6-1996                                                               | Manchester                                                              | Germania                                                                | 2 – 1                                                                   | Croazia                                                                 | Euro 1996 - Quarti di finale                                            | -                                                                       | 88’                                                                     |
| 26-6-1996                                                               | Londra                                                                  | Inghilterra                                                             | 1 – 1 dts (5 – 6 dtr)                                                   | Germania                                                                | Euro 1996 - Semifinale                                                  | -                                                                       | 77’                                                                     |
| 30-6-1996                                                               | Londra                                                                  | Rep. Ceca                                                               | 1 – 2 gg                                                                | Germania                                                                | Euro 1996 - Finale                                                      | -                                                                       |                                                                         |
| 4-9-1996                                                                | Danzica                                                                 | Polonia                                                                 | 0 – 2                                                                   | Germania                                                                | Amichevole                                                              | -                                                                       |                                                                         |
| 9-10-1996                                                               | Erevan                                                                  | Armenia                                                                 | 1 – 5                                                                   | Germania                                                                | Qual. Mondiali 1998                                                     | 2                                                                       | 74’                                                                     |
| 9-11-1996                                                               | Norimberga                                                              | Germania                                                                | 1 – 1                                                                   | Irlanda del Nord                                                        | Qual. Mondiali 1998                                                     | -                                                                       |                                                                         |
| 20-8-1997                                                               | Belfast                                                                 | Irlanda del Nord                                                        | 1 – 3                                                                   | Germania                                                                | Qual. Mondiali 1998                                                     | -                                                                       | 64’                                                                     |
| 6-9-1997                                                                | Berlino                                                                 | Germania                                                                | 1 – 1                                                                   | Portogallo                                                              | Qual. Mondiali 1998                                                     | -                                                                       |                                                                         |
| 10-9-1997                                                               | Hannover                                                                | Germania                                                                | 4 – 0                                                                   | Armenia                                                                 | Qual. Mondiali 1998                                                     | 1                                                                       |                                                                         |
| 11-10-1997                                                              | Hannover                                                                | Germania                                                                | 4 – 3                                                                   | Albania                                                                 | Qual. Mondiali 1998                                                     | -                                                                       |                                                                         |
| 15-11-1997                                                              | Düsseldorf                                                              | Germania                                                                | 3 – 0                                                                   | Sudafrica                                                               | Amichevole                                                              | -                                                                       | cap.                                                                    |
| 18-2-1998                                                               | Mascate                                                                 | Oman                                                                    | 0 – 2                                                                   | Germania                                                                | Amichevole                                                              | -                                                                       |                                                                         |
| 22-2-1998                                                               | Riyad                                                                   | Arabia Saudita                                                          | 0 – 3                                                                   | Germania                                                                | Amichevole                                                              | -                                                                       | 57’                                                                     |
| 22-4-1998                                                               | Colonia                                                                 | Germania                                                                | 1 – 0                                                                   | Nigeria                                                                 | Amichevole                                                              | -                                                                       | cap.                                                                    |
| 27-5-1998                                                               | Helsinki                                                                | Finlandia                                                               | 0 – 0                                                                   | Germania                                                                | Amichevole                                                              | -                                                                       |                                                                         |
| 30-5-1998                                                               | Francoforte                                                             | Germania                                                                | 3 – 1                                                                   | Colombia                                                                | Amichevole                                                              | -                                                                       | 46’                                                                     |
| 15-6-1998                                                               | Parigi                                                                  | Germania                                                                | 2 – 0                                                                   | Stati Uniti                                                             | Mondiali 1998 - 1º turno                                                | -                                                                       | 50’                                                                     |
| 25-6-1998                                                               | Montpellier                                                             | Germania                                                                | 2 – 0                                                                   | Iran                                                                    | Mondiali 1998 - 1º turno                                                | -                                                                       | 45’ 69’                                                                 |
| 29-6-1998                                                               | Montpellier                                                             | Germania                                                                | 2 – 1                                                                   | Messico                                                                 | Mondiali 1998 - Ottavi di finale                                        | -                                                                       | 74’                                                                     |
| 4-7-1998                                                                | Lione                                                                   | Croazia                                                                 | 3 – 0                                                                   | Germania                                                                | Mondiali 1998 - Quarti di finale                                        | -                                                                       | 69’                                                                     |
| 3-6-2000                                                                | Norimberga                                                              | Germania                                                                | 3 – 2                                                                   | Rep. Ceca                                                               | Amichevole                                                              | -                                                                       | 53’                                                                     |
| 7-6-2000                                                                | Friburgo                                                                | Germania                                                                | 8 – 2                                                                   | Liechtenstein                                                           | Amichevole                                                              | -                                                                       | 46’                                                                     |
| 12-6-2000                                                               | Liegi                                                                   | Germania                                                                | 1 – 1                                                                   | Romania                                                                 | Euro 2000 - 1º turno                                                    | -                                                                       | 73’                                                                     |
| 20-6-2000                                                               | Rotterdam                                                               | Portogallo                                                              | 3 – 0                                                                   | Germania                                                                | Euro 2000 - 1º turno                                                    | -                                                                       | 59’                                                                     |
| Totale                                                                  |                                                                         | Presenze                                                                | 84                                                                      |                                                                         | Reti                                                                    | 10                                                                      |                                                                         |

## Palmarès

### Giocatore

#### Club
- Coppa Intertoto UEFA: 1

Karlsruhe: 1996

#### Nazionale
- Bronzo olimpico: 1

Seul 1988
- Campionato mondiale: 1

Italia 1990
- Campionato d'Europa: 1

Inghilterra 1996

#### Individuale
- Calciatore tedesco dell'anno: 2

1989, 1992
- Europei Top 11: 1

Svezia 1992